# نظام إطلاق مستهلك

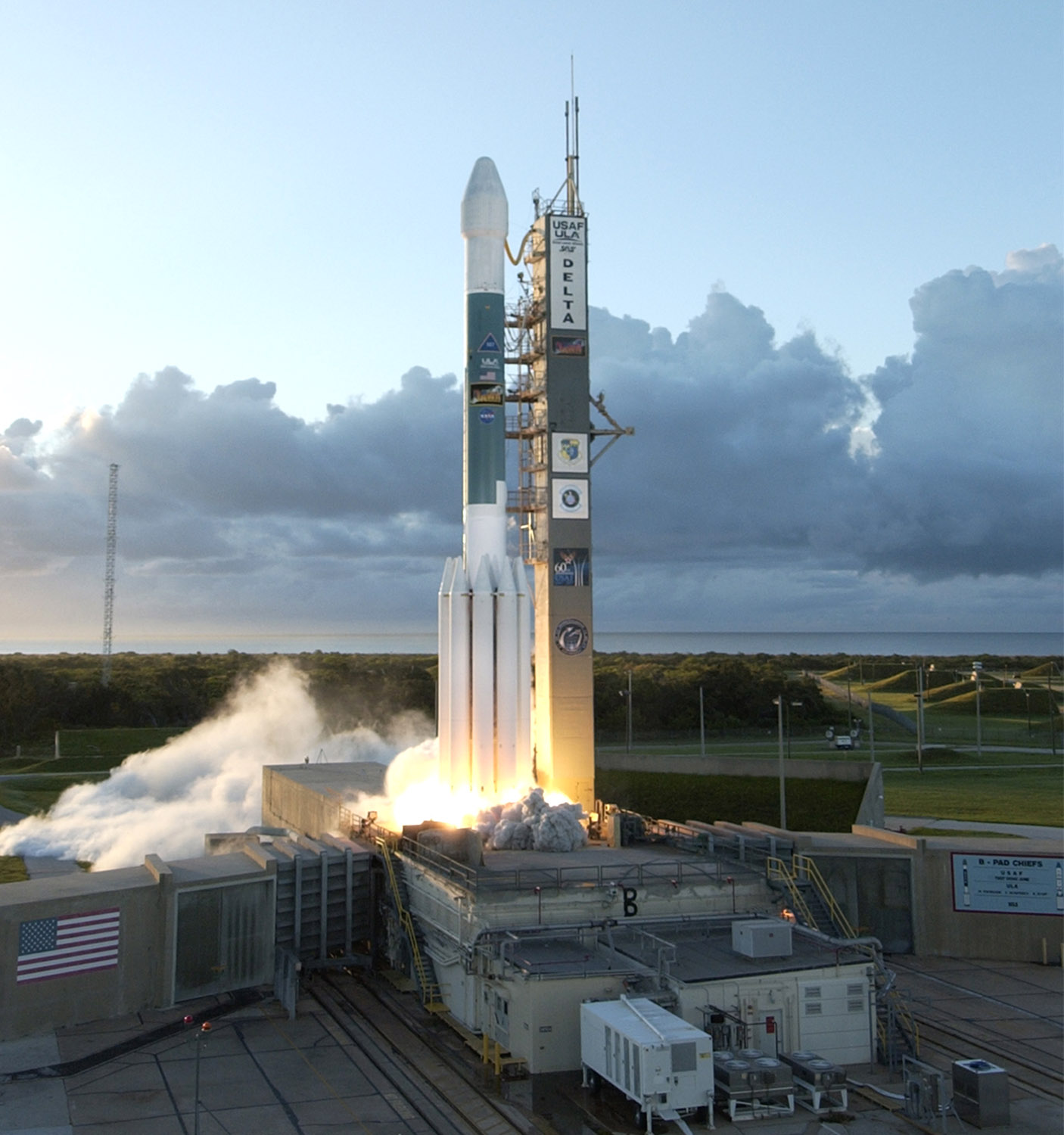
إطلاق صاروخ دلتا 2

نظام الإطلاق المستهلك هو نظام إطلاق يستخدم صاروخ إطلاق مُستهلك لحمل حمولة إلى الفضاء الخارجي. تستخدم الصواريخ في نظام الإطلاق المُستهلك لمرة واحدة فقط (حيث إنها تـُستهلك خلال عملية إطلاق واحدة). ومكونات الصاروخ المُستخدم لا تُـسترد بعد عملية الإطلاق لإعادة استخدامها مرة أُخرى. ويتألف الصاروخ من عدة طبقات (مراحل)، تُرمى طبقة بعد طبقة بعد استهلاك وقود كل مرحلة، حتى تصل الحمولة إلى الارتفاع المطلوب.

## التصميم
نظام الإطلاق المُستهلك يختلف عن نظام الإطلاق القابل لإعادة الاستخدام.حيث الصاروخ المنطلق يُستعاد ويستخدم أكثر من مرة.تبدو عملية إعادة الاستخدام في أنظمة الإطلاق القابل لإعادة الاستخدام (كما في مكوك الفضاء) أجدى اقتصادياً من أنظمة الإطلاق المُستهلك لكن التطبيق العملي أثبت عملياً أن إطلاق الصاروخ المُستهلك أقل كلفة من إطلاق مكوك الفضاء.معظم الأقمار الاصطناعية حالياً أطُلقت باستخدام صواريخ مُستهلكة لإنها أقل عرضة للفشل خلال عملية الإطلاق، وتستغرق وقتاً أقل للإطلاق وقليلة التكلفة نسبياً.

## التطوير

### أوروبا
في عام 26 آذار 1980 أسست وكالة الفضاء الأوروبية بالاشتراك مع وكالة الفضاء الفرنسية شركة أريان سبيس، وهي أول شركة فضاء تجارية. وتنتج شركة أريان سبيس، تشغل وتسوق سلسلة صواريخ أريان.بحلول العام 1995 أطلقت أريان سبيس 100 قمر اصطناعي وبحلول العام 1997 اطلقت 100 صاروخ. وتعتبر شركة أريان سبيس كيان علمي، تقني، اقتصادي وسياسي يضم 10 دول اوربية، وتملك وكالة الفضاء الفرنسية 34.68% من رأس المال.

### أمريكا
منذ بداية برنامج مكوك الفضاء حتى كارثة تشالنجر عام 1986 كان سياسة الولايات المتحدة تعتمد وكالة ناسا كمطلق وحيد للاقمار الاصطناعية إلى الفضاء الخارجي.
وقع الرئيس الأمريكي ائنذاك رونالد ريغان قانون الإطلاق التجاري الفضائي في 30 تشرين الأول/أكتوبر 1984. ويسمح هذا القانون بتأسيس شركات الإطلاق التجارية باستخدام صواريخ الإطلاق المُستهلك. وقبل توقيع هذا القانون كل عمليات إطلاق الأقمار الاصطناعية في أمريكا محصورة بمكوكات الفضاء التابعة لناسا.
وقع الرئيس الأمريكي جورج بوش الأب على (قانون شراء خدمات الإطلاق) في 5 تشرين الثاني/نوفمبر 1990 . وهذا القانون يمثل تغير في سياسة احتكار مكوك الفضاءلعمليات الإطلاق.وسمح لوكالة ناسا بشراء خدمات لإطلاق حمولاتها إلى الفضاء الخارجي عند الضرورة.
في عام 1996 أختارت الحكومة الأمريكية شركتي لوكهيد مارتن وبوينغ كل على حدة لتطوير مركبات الإطلاق المُستهلك للمنافسة على العقود وتزويد خدمة الانطلاق إلى الفضاء الخارجي واعتمدت ستراتيجية الحكومة الأمريكية على اقتناء مركبات من كلتا الشركتين تتصفان بالقوة والقدرة على البقاء بكلفة قليلة وانتجت هذه الستراتيجية صاروخي الفضاء دلتا 4 وأطلس 5 .

### روسيا
باعت الحكومة الروسية جزئاً من حصتها في شركة ((ار كي كي إنرجيا)) إلى القطاع الخاص وتعتبر شركة ((ار كي كي انرجيا)) إضافة إلى شركة (كرينتسيف) أهم شركات برنامج الصواريخ المأهولة.
في عام 2013 أسست الحكومة الروسية (شركة الفضاء والصواريخ المتحدة) لجمع أكبر عدد من الشركات المتفرقة.

### تحالفات الإطلاق
منذ عام 1995 يسّوق الصاروخ الروسي بروتون المصنع من قيل شركة كرينتسيف من خلال (شركة خدمات الإطلاق الدولية) بينما يسّوق الصاروخ سويوز عبر شركةستار سيم.وتصنع شركة (ار كي كي انرجيا) الصاروخ سويوز كما تُشارك في مشروع (الإطلاق البحري) الذي يستخدم الصاروخ الأوكراني زينيت.
في عام 2003 أسست أريان سبيس وشركة بوينغ لخدمات الإطلاق مع ميتسوبيشي للصناعات الثقيلة تحالفاً لخدمات الإطلاق. في العام 2005 أقترحت لوكهيد مارتن وشركة بوينغ أنشاء مشروع يسمى (تحالف الإطلاق المتحد) لاحتكار سوق الإطلاق الحكومية الأمريكية.
اليوم عدة شركات تجارية للنقل الفضائي توفر خدمات إطلاق الأقمار الاصطناعية للشركات والمنظمات حول العالم.عام 2005 كان هناك 18 عملية إطلاق تجاري و37 عملية إطلاق غير تجارية. وتطلق روسيا 44% من الأقمار الاصطناعية حول العالم، بينما تطلق أوروبا 28% والولايات المتحدة 6% .

## اقرأ ايضاً
- صناعة الفضاء الروسية
- مركز الدولة للبحوث والإنتاج الفضائي-التقدم
- ستار سيم
- سويوز 30
- سويوز 28